# Cementownia w Goleszowie
Cementownia w Goleszowie – zakład przemysłowy w Goleszowie, w Polsce.

## Historia
Cementownia została zbudowana w 1885 roku. Po agresji Niemiec na Polskę zakład został przejęty przez ówczesną III Rzeszę i cementownia pracowała wyłącznie na potrzeby wojenne, jednak z braków kadrowych została uruchomiona dopiero w kwietniu 1940 roku. Właścicielem zakładu stała się Ostdeutsche Baustoffwerke GmbH. Wówczas dokonano zmiany nazwy cementowni na Golleschauer Portland-Zemment Aktiengesellschaft. Ponadto w fabryce od 1942 roku znajdowała się filia obozu koncentracyjnego Auschwitz-Birkenau. Więźniowie byli zatrudniani do ciężkiej pracy w cementowni i okolicznych kamieniołomach. Podobóz ewakuowano do punktu zbiorczego w Wodzisławiu Śląskim w styczniu 1945 roku. Wraz z procesem mechanizacji wydobycia wapienia w kamieniołomach zmniejszała się jakość produkowanego cementu. W roku 1984 zaprzestano produkowania cementu z powodu wyczerpania się zasobów. Było to spowodowane zmniejszeniem popytu w kraju i jednoczesną budową nowych cementowni. W związku z tym zakład stał się przesypownią i pakowalnią cementu, a w dniu 24 maja 1984 roku wypalarnią wapna. W 1988 roku Rada Ministrów pod przewodnictwem ówczesnego premiera Zbigniewa Messnera podjęła decyzję o zamknięciu i likwidacji zakładu. Było to spowodowane znacznym pogorszeniem wyników finansowych szczególnie po zaprzestaniu produkcji cementu. Jednakże w wyniku licytacji cementownia została przekazana w dniu 1 września 1988 roku przedsiębiorstwu wielobranżowemu „Igloopol” z Dębicy. W późniejszym okresie próbowano organizować przedsiębiorstwo odzysku surowców wtórnych. Ostatecznie cementownia pracowała do 1 września 1993 roku. Niektóre z budynków wynajęto różnym inwestorom, kolejne wyburzono, a pozostałe pozostawiono jako ruinę.

## Bocznica kolejowa i kolej zakładowa
Bocznica kolejowa została doprowadzona w 1889 roku. Odgałęziała się od obecnej linii kolejowej nr 190, około kilometr za stacją w Goleszowie. W 1911 roku po rozbudowie zakładów, dla obsługi pasażerskiej cementowni wybudowano przystanek kolejowy Goleszów Górny. Na bocznicy eksploatowano dwa parowozy typu TKh49 oraz trzy lokomotywy spalinowe. Cementownia miała wagony samowyładowcze typu 41/3WS oraz typu 41/2WS do przewozu kamienia wapiennego. W 1995 roku bocznica została rozebrana.
Zakład posiadał własną sieć kolei wąskotorowych o łącznej długości dochodzącej do 30 km, służącą do transportu urobku z kamieniołomów na górze Jasieniowa. Kolej ta powstała niedługo po utworzeniu zakładu, pod koniec XIX wieku, i służyła do lat 50. XX wieku, kiedy to zaprzestano eksploatacji złóż na górze Jasieniowa (wyczerpanie się surowca). W 1951 roku uruchomiono natomiast towarową kolej linową do kamieniołomu w Lesznej Górnej, która funkcjonowała do 1984 roku.